# 苫小牧東宝・セントラル映劇
苫小牧東宝・セントラル映劇（とまこまいとうほう・セントラルえいげき）は、かつて北海道苫小牧市錦町2丁目に存在していた映画館である。

## 概要
静内町（現：新ひだか町）にて「静内文化劇場」（現在は閉鎖）を経営していた「文化興業」が経営・運営する映画館として1975年（昭和50年）、「遊楽ビル」内に開業。「遊楽ビル」の名は、かつて同市内に存在した劇場「遊楽館」（札幌市にあった松竹遊楽館とは無関係）に由来する。
1階の『苫小牧東宝』は館名の通り東宝系の作品を主に上映し、2階の『セントラル映劇』は東宝や松竹の邦画・洋画を交互に上映していたが、徐々に番組編成がフリーとなっていき、2003年（平成15年）8月、1階・2階とも『セントラル映劇』に館名を統一した。
しかし館名統一以降は業績が徐々に低下。また、2005年（平成17年）4月28日に開業したイオン苫小牧ショッピングセンター（現：イオンモール苫小牧）内にシネマコンプレックス『ディノスシネマズ苫小牧』がオープンすることもあり、同年4月15日に閉館した。
最後の上映は「ナショナル・トレジャー」と「アビエイター」だった。
ビル自体は映画館撤退後も残存していたが、その後解体され、同館跡地には2011年（平成23年）10月20日に飲食施設『四季食彩まつもと』がオープンしている。
座席数は東宝・セントラル共に205席だったが、末期は1階が200席、2階が201席だった。また閉館まで一貫してドルビーステレオ音響だった。

## 上映したおもな映画
※出典のみられる主な映画である。
- エイリアン4（1998年）[4]
- ザ・ビーチ（2000年）[5]
- スター・ウォーズ エピソード2/クローンの攻撃（2002年）[6]
- リーグ・オブ・レジェンド/時空を超えた戦い（2003年）[7]